# Mancomunitat Intermunicipal Barri del Crist
La Mancomunitat Intermunicipal Barri del Crist, Aldaia-Quart de Poblet és el nom oficial d'una mancomunitat de municipis de la comarca de l'Horta Oest (País Valencià). Aglomera dos municipis, Aldaia i Quart de Poblet, que sumen 50.760 habitants en una extensió de 36 km². En 2015 la presidenta era Carmen Martínez, alcaldessa de Quart de Poblet.
Aquesta mancomunitat fou creada per a portar endavant l'administració del Barri del Crist, un nucli de població entre les dues localitats esmentades, i té la seva seu al carrer del Santíssim Crist, 66.
Les seues competències són:
- Aigües potables
- Cultura
- Educació[3]
- Esports
- Mercats

Els pobles que formen la mancomunitat són:
- Aldaia
- Quart de Poblet